# Neocyttus rhomboidalis
Neocyttus rhomboidalis är en fiskart som beskrevs av Gilchrist, 1906. Neocyttus rhomboidalis ingår i släktet Neocyttus och familjen Oreosomatidae. Inga underarter finns listade i Catalogue of Life.